# De la Tierra
De La Tierra  es un supergrupo latinoamericano de Groove Metal integrado por músicos de importantes bandas de distintos países latinoamericanos: Andreas Kisser (Sepultura) en la guitarra, Álex González (Maná) en la Batería, Andrés Giménez (A.N.I.M.A.L.) en la voz y en la segunda guitarra, y Harold Hopkins (Puya) en el bajo.

## Formación
La idea surgió en el 2004 por Andrés Giménez y Álex González, y no fue hasta el 2012 que Cianciarulo y Kisser se unieron al proyecto. Andreas Kisser fue quien propuso el nombre "De La Tierra". En el 2017, por razones y compromisos personales, Flavio decide abandonar la banda, tomando su lugar en el bajo, Harold Hopkins de Puya, banda de metal puertorriqueña.

## Historia
El 24 de septiembre de 2013 mediante su canal oficial de YouTube publicaron un adelanto del primer sencillo llamado "Maldita Historia" de su álbum, la canción fue lanzada oficialmente el 29 de septiembre. Su álbum debut, el cual estaba previsto lanzarse a la venta en noviembre de 2013, fue aplazado al 14 de enero de 2014. La gira musical, se prevé que comience en marzo de 2014. El 20 de noviembre de 2013, fue publicado el vídeo oficial de "Maldita Historia" De La Tierra firmó con Roadrunner Records, así mismo se dio a conocer el título del primer álbum de estudio, llamado "De La Tierra" El 16 de diciembre de 2013 revelaron la portada del álbum. DLT confirmó su participación en el evento Vive Latino 2014 el 29 de marzo de 2014. Mediante la página web oficial de Roadrunner Records, se reveló la lista de canciones oficiales del álbum. De la tierra abre los conciertos de Metallica en Colombia, Ecuador, Perú y Paraguay, en la gira programada en Sudamérica durante el mes de marzo de 2014.
El primer álbum de estudio fue grabado y mezclado por Stanley Soares en Buenos Aires, Sao Paulo, Guadalajara y Los Ángeles. Producido por De La Tierra y masterizado por Tom Baker.
En 2016 publican su segundo disco, titulado II, con el cual son nominados, en 2017, por primera vez a los Latin Grammy en la categoría Mejor Álbum de Rock.
En 2020 lanzan un sencillo acústico, que fusiona el rock con el folklore, titulado Distintos.
En 2021 son nominados a los Latin Grammy en la categoría Mejor Canción Rock por el sencillo "Distintos".

## Miembros

### Actuales
- Andrés Giménez (A.N.I.M.A.L) - Voz principal, Guitarra rítmica (2013-presente)
- Andreas Kisser (Sepultura) - Guitarra principal, Coros, Voz secundaria en portugués (2013-presente)
- Alejandro González (Maná) - Batería (2013-presente)
- Harold Hopkins (Puya) - Bajo, Coros (2017-presente)

### Antiguos
- Flavio Cianciarulo (Los Fabulosos Cadillacs) - Bajo, Coros, Voz secundaria en castellano (2013-2017)

## Discografía
- De la Tierra (2014)

|     |                          |          |  |  |  |  |  |  |  |  |
| N.º | Título                   | Duración |  |  |  |  |  |  |  |  |
| 1.  | «D.L.T. (Intro).»        |          |  |  |  |  |  |  |  |  |
| 2.  | «Somos Uno»              |          |  |  |  |  |  |  |  |  |
| 3.  | «Rostros»                |          |  |  |  |  |  |  |  |  |
| 4.  | «San Asesino»            |          |  |  |  |  |  |  |  |  |
| 5.  | «Detonar»                |          |  |  |  |  |  |  |  |  |
| 6.  | «Maldita Historia»       |          |  |  |  |  |  |  |  |  |
| 7.  | «Fuera»                  |          |  |  |  |  |  |  |  |  |
| 8.  | «Chaman de Manaus»       |          |  |  |  |  |  |  |  |  |
| 9.  | «Reducidores de Cabezas» |          |  |  |  |  |  |  |  |  |
| 10. | «Corran»                 |          |  |  |  |  |  |  |  |  |
| 11. | «Cosmonauta Quechua»     |          |  |  |  |  |  |  |  |  |

- De la Tierra II (2016)

|     |                         |          |  |  |  |  |  |  |  |  |
| N.º | Título                  | Duración |  |  |  |  |  |  |  |  |
| 1.  | «D.L.T. II (Intro).»    |          |  |  |  |  |  |  |  |  |
| 2.  | «Señales»               |          |  |  |  |  |  |  |  |  |
| 3.  | «Puro»                  |          |  |  |  |  |  |  |  |  |
| 4.  | «Fome»                  |          |  |  |  |  |  |  |  |  |
| 5.  | «Valor Interior»        |          |  |  |  |  |  |  |  |  |
| 6.  | «Dois Portais»          |          |  |  |  |  |  |  |  |  |
| 7.  | «Sin Límites»           |          |  |  |  |  |  |  |  |  |
| 8.  | «Ciénagas De Odio»      |          |  |  |  |  |  |  |  |  |
| 9.  | «Viaje De Fe»           |          |  |  |  |  |  |  |  |  |
| 10. | «Sangramos Al Resistir» |          |  |  |  |  |  |  |  |  |

- De la Tierra III (2023)